# Абанти
Абанти (Abantes) е името на племе, обитавало остров Евбея (известен в древността и като Абантида). Споменати са за първи път от Омир като съюзници на ахейците в Троянската война.
Произходът им е неясен: Херодот, Ефор и Павзаний ги причисляват към йонийските племена, преселващи се в Мала Азия, въпреки че Херодот отбелязва, че нямат нищо общо с йонийците. Според Страбон, позоваващ се на Аристотел от Халкида, абантите са траки от областта Фокида, преселили се на острова. Според съвременните изследователи те принадлежат към т. нар. тракопеласгийска етнокултурна общност.
Омир ги описва като „дишащи смелост“ воини с плитки отзад на главите. Според схолиастите на Илиада, дългата коса отзад е характерна прическа за обитателите на Евбея (т.е. абантите), уж наследена от куретите, населяващи някога Халкида – тъй като били хващани от враговете им за дългите коси отпред и лесно побеждавани, те започнали да ги остригват, оставяйки дълга коса само отзад на главата. Плутарх също твърди, че абантите първи започват да стрижат косите си отпред, за да се сражават по-удобно, отбелязвайки още, че са майстори на близкия бой и най-добрите ръкопашни бойци.